# Liste de véhicules routiers motorisés

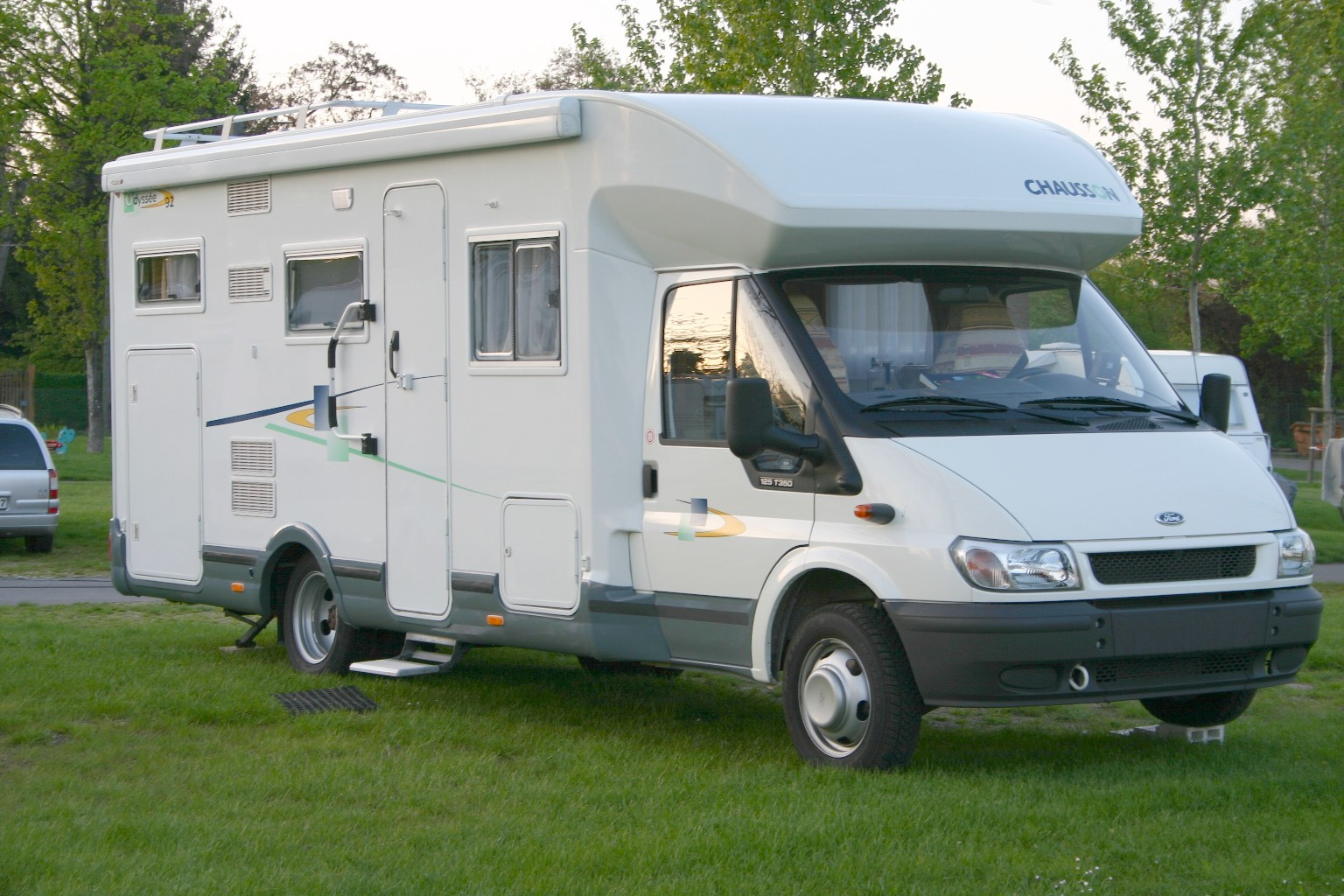
Camping-car.

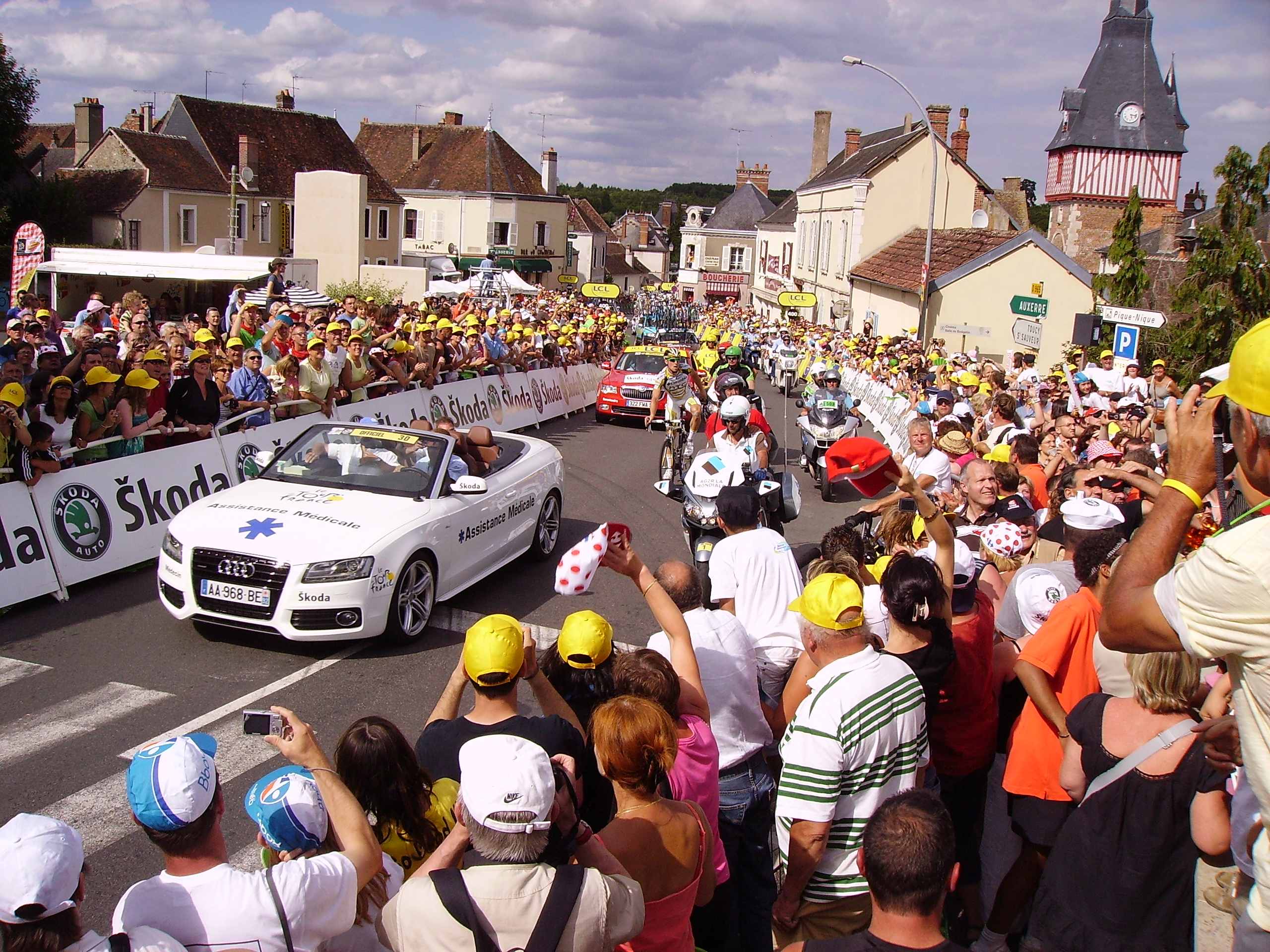
Véhicule d'assistance médicale, lors du Tour de France.

Cette liste de véhicules routiers motorisés, concerne les véhicules dotés d’un moteur (généralement à explosion ou électrique) destiné à les mouvoir sur la route et capables de transporter des personnes ou des charges. Elle comprend :
des véhicules usuellement à deux roues
- cyclomoteur (VéloSoleX, Mobylette, etc.) ;
- motocyclette : scooter, scooter électrique, side-car, trike, motocrotte ;

des véhicules usuellement à quatre roues
- automobile (véhicule hybride, voiture électrique, taxi, transport sanitaire, etc.) - carrosserie de type monospace, SUV, pick-up, etc. ;

des véhicules lourds
- transport en commun : autobus, trolleybus, bus électrique (équipé de batteries), autocar ;
- véhicule utilitaire : camion, camion électrique, tracteur routier, train routier ;

des véhicules dont l'usage premier est le terrain privé
- engin agricole (tracteur agricole, moissonneuse-batteuse, paco paco, etc.) ;

des véhicules similaires aux précédentes mais spécifiques par leur usage
- fourgon (van, blindé, etc.) ;
- camping-car ;
- ambulance ;
- véhicule de police (fourgon cellulaire, etc.) ;
- véhicule des pompiers : véhicule radio-médicalisé, VSAV, fourgon d'incendie (grande échelle, FPT) ;
- véhicule terrestre militaire (jeep, canon automoteur, etc.) ;

véhicules à quatre roues mais inférieurs à la catégorie voiture
- voiture sans permis ou voiturettes ;

engins de déplacement personnels
- gyropode ;

autres véhicules, non normés ou peu normés
- tuk-tuk et rickshaw motorisés.